# Nikita Fedorenko
Nikita Viktorovich Fedorenko (en ruso: Никита Викторович Федоренко; Petrovsk, 6 de septiembre de 1991) es un deportista ruso que compite en gimnasia en la modalidad de trampolín.
Ganó cuatro medallas en el Campeonato Mundial de Gimnasia en Trampolín entre los años 2011 y 2021, y tres medallas en el Campeonato Europeo de Gimnasia en Trampolín, en los años 2012 y 2016. Además, consiguió una medalla de plata en los Juegos Mundiales de 2013.
Participó en los Juegos Olímpicos de Londres 2012, ocupando el sexto lugar en la prueba individual.

## Palmarés internacional
| Campeonato Mundial | Campeonato Mundial       | Campeonato Mundial | Campeonato Mundial |
| Año                | Lugar                    | Medalla            | Prueba             |
| ------------------ | ------------------------ | ------------------ | ------------------ |
| 2011               | Birmingham (Reino Unido) | Medalla de bronce  | Equipo             |
| 2013               | Sofía (Bulgaria)         | Medalla de plata   | Equipo             |
| 2019               | Tokio (Japón)            | Medalla de bronce  | Equipo             |
| 2021               | Bakú (Azerbaiyán)        | Medalla de bronce  | Equipo             |
| Campeonato Europeo |                          |                    |                    |
| Año                | Lugar                    | Medalla            | Prueba             |
| 2012               | San Petersburgo (Rusia)  | Medalla de oro     | Equipo             |
| 2012               | San Petersburgo (Rusia)  | Medalla de plata   | Individual         |
| 2016               | Valladolid (España)      | Medalla de oro     | Equipo             |